# آختیال
آختیال (انگلیسی: Akhtiyal) یک شهرک در شهرستان یانائولسکی استان باشقیرستان کشور روسیه است.